# Saint-Cierge-sous-le-Cheylard
Saint-Cierge-sous-le-Cheylard là một xã ở tỉnh Ardèche, vùng Auvergne-Rhône-Alpes ở đông nam nước Pháp.